# 暴力的過激主義
暴力的過激主義(ぼうりょくてきかげきしゅぎ、英語:Violent extremism)とは、イデオロギー的に動機づけられた暴力を支持したり使用して、過激なイデオロギー的、宗教的、政治的見解を達成する人々の信念と行動を指す 。暴力的過激主義観は、政治、宗教、ジェンダー関係を含む様々な問題に沿ってみられる。

## G7行動計画
2016年5月に開催された三重県志摩市の賢島を開催地第42回先進国首脳会議では、首脳宣言の付属としての合意文書として、「テロ・暴力的過激主義対策に関するG7行動計画」が採択された。その骨子として次の行動をとることをコミットメントとした

### 行動1 - テロ対策
- 安全保障理事会の関連決議の履行

### 行動2 - 社会における（暴力的過激主義に代わる）他の意見を表明させる力と寛容の促進
- 暴力的過激主義防止に関する国連事務総長行動計画の支持
- テロ及び暴力的過激主義対策を推し進めるための国連のリーダーシップのあり方をレビュー
- 教育等を通じた異文化間、異宗教間の対話や理解を通して多元的共存、寛容、ジェンダー間の平等を促進。
- 市民社会やコミュニティ（特に女性、若者）との連携
- 戦略的コミュニケーションの重要性を強調

### 行動3 - 能力構築
- 援助調整の改善
- テロの影響を受けている地域における G7 間の協力促進